# Dahlen (Stendal)
Dahlen ist ein Ortsteil der gleichnamigen Ortschaft der Hansestadt Stendal im Landkreis Stendal in Sachsen-Anhalt, (Deutschland).

## Geographie

### Lage
Dahlen, ein Straßendorf mit Kirche, liegt im Südosten der Altmark. Die Gemarkung des Dorfes schließt sich direkt an den Süden des Stadtgebietes von Stendal an.
Die Umgebung wird vom Uchtetal im Norden und dem Tangermünder-Buchholzer Höhenzug bestimmt, der das Tal um bis zu 50 Meter überragt.

### Ortschaftsgliederung
Die Ortschaft Dahlen besteht aus den Ortsteilen Dahlen, Dahrenstedt, Gohre und Welle.

## Geschichte

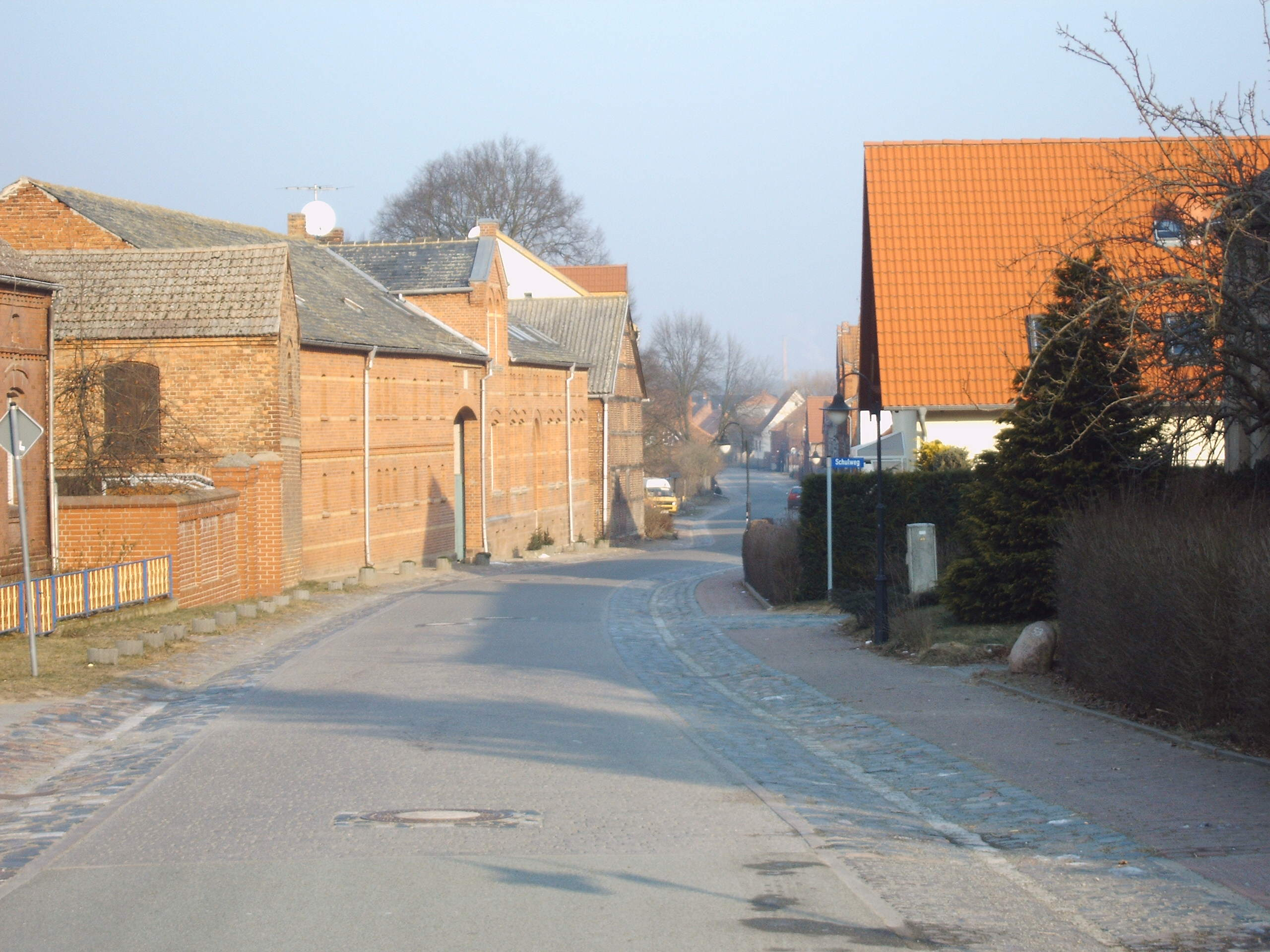
Dahlener Hauptstraße

Im Jahre 1236 wurde ein georgius de dalhem als Zeuge in Tangermünde in einer Urkunde genannt.
Die erste Erwähnung des Dorfes stammt aus dem Jahre 1317 als Villa Dalem, als Markgraf Woldemar dem Stendaler St. Georg Hospital Hebungen aus den Dörfern Steinfeld (Altmark) und Dahlen vereignete. 1343 belehnte Markgraf Ludwig I. die Familie von Quitzow mit Einkünften aus dem Kirchenlehn in deme dorpe ze dalme.
Im Landbuch der Mark Brandenburg von 1375 wird das Dorf als Dalem aufgeführt. Es gab 29 verschiedene Besitzverhältnisse. Weitere Nennungen sind 1409 dalen, 1427 dalyn, 1448 dalim, 1687 Dahlem und 1804 Dalen und Dahlen.
Während des Dreißigjährigen Krieges wurde der Ort vollständig verwüstet, die Bewohner kamen zu einem großen Teil um. Nur zwei Männer, die sich im Rohr versteckt hatten, sollen überlebt haben. Nach Ende des Krieges wurde der Ort wieder aufgebaut.
Im Jahr 1813 übernachteten französische Offiziere in einem heute nicht mehr bestehenden Pastorenhaus. Beim Abriss des Gebäudes 1895 fand man unter dem Fußboden des Backhauses ihre sterblichen Überreste. Die näheren Umstände des Todes sind nicht bekannt.
Im Ort gab es auch zwei Schmieden. Eine war 1834 entstanden. Nach den Kriegen in den Jahren von 1864 bis 1871 kam es zu einem Aufblühen der Landwirtschaft. Im Dorf entwickelte sich besonders die Viehwirtschaft. Die erste Schule erhielt Dahlen 1929. Der Klassenraum und das ehemalige Lehrerhaus sind noch heute neben dem Feuerwehrhaus erhalten. 1970 wurde die neue Käthe-Kollwitz-Schule eingeweiht, 1999 jedoch bereits wieder geschlossen.

### Herkunft des Ortsnamens
Die Erwähnungen 1236 „dalhem“ und 1409 „dalen“ deutete Heinrich Sültmann als altsächsische Namen und übersetzte den Ortsnamen zu „Heim eines Dalo“.

### Vorgeschichte
Im Jahre 1928 stieß ein Bauer im Jahr 1928 beim Anlegen einer Spargelplantage auf eine alte Grabstätte mit Urnen aus der Zeit um 700 v. Chr.

### Archäologie
Im Südteil des Ortes befindet sich ein Schälchenstein. Er wurde im Jahre 1980 fünfzig Meter südlich seines heutigen Standortes beim Ausheben einer Baugrube gefunden. Unter dem Stein lag nach Berichten von Schulkindern an ihren Lehrer „ein zerdrücktes Töpfchen mit grüner Erde und Knöchelchen“.

### Eingemeindungen
Ursprünglich gehörte das Dorf Dahlen zum Tangermündeschen Kreis der Mark Brandenburg in der Altmark. Zwischen 1807 und 1813 lag es im Stadtkanton Stendal auf dem Territorium des napoleonischen Königreichs Westphalen. Nach weiteren Änderungen gehörte die Gemeinde ab 1816 zum Kreis Stendal, dem späteren Landkreis Stendal.
Am 20. Juli 1950 wurde die bis dahin eigenständige Gemeinde Gohre nach Dahlen eingemeindet.
Am 1. Juli 1973 wurden die Gemeinden Dahrenstedt und Welle nach Dahlen eingemeindet.
Bereits am 25. Juli 1952 kam die Gemeinde Dahlen vom Landkreis Stendal in den neuen Kreis Stendal. Am 1. Juli 1994 kam sie zum nun wieder vergrößerten Landkreis Stendal.
Dahlen war bis zum Jahre 2010 eine eigene Gemeinde, bestehend aus den Ortsteilen Dahlen, Dahrenstedt, Gohre und Welle. Sie wurde nach der Auflösung der Verwaltungsgemeinschaft Stendal-Uchtetal am 1. Januar 2010 und bis zur Eingemeindung von Stendal mitverwaltet. Mit Wirkung zum 1. September 2010 erfolgte die Eingemeindung nach Stendal per Gesetz.

### Einwohnerentwicklung
| Jahr | Einwohner |
| ---- | --------- |
| 1734 | 162       |
| 1772 | 117       |
| 1790 | 181       |
| 1798 | 191       |
| 1801 | 175       |
| 1818 | 202       |

| Jahr | Einwohner |
| ---- | --------- |
| 1840 | 278       |
| 1864 | 277       |
| 1871 | 289       |
| 1885 | 258       |
| 1892 | [00]243   |
| 1895 | 241       |

| Jahr | Einwohner |
| ---- | --------- |
| 1900 | [0]253    |
| 1905 | 262       |
| 1910 | [0]255    |
| 1925 | 269       |
| 1939 | 237       |
| 1946 | 394       |

| Jahr | Einwohner |
| ---- | --------- |
| 1964 | 478       |
| 1971 | 459       |
| 1981 | 578       |
| 1993 | 600       |
| 2006 | 646       |
| 2013 | [00]264   |

| Jahr | Einwohner |
| ---- | --------- |
| 2014 | [00]262   |
| 2018 | [00]243   |
| 2019 | [00]245   |
| 2021 | [00]261   |
| 2022 | [00]253   |
| 2023 | [0]246    |

Quelle bis 2006, wenn nicht angegeben:

## Religion

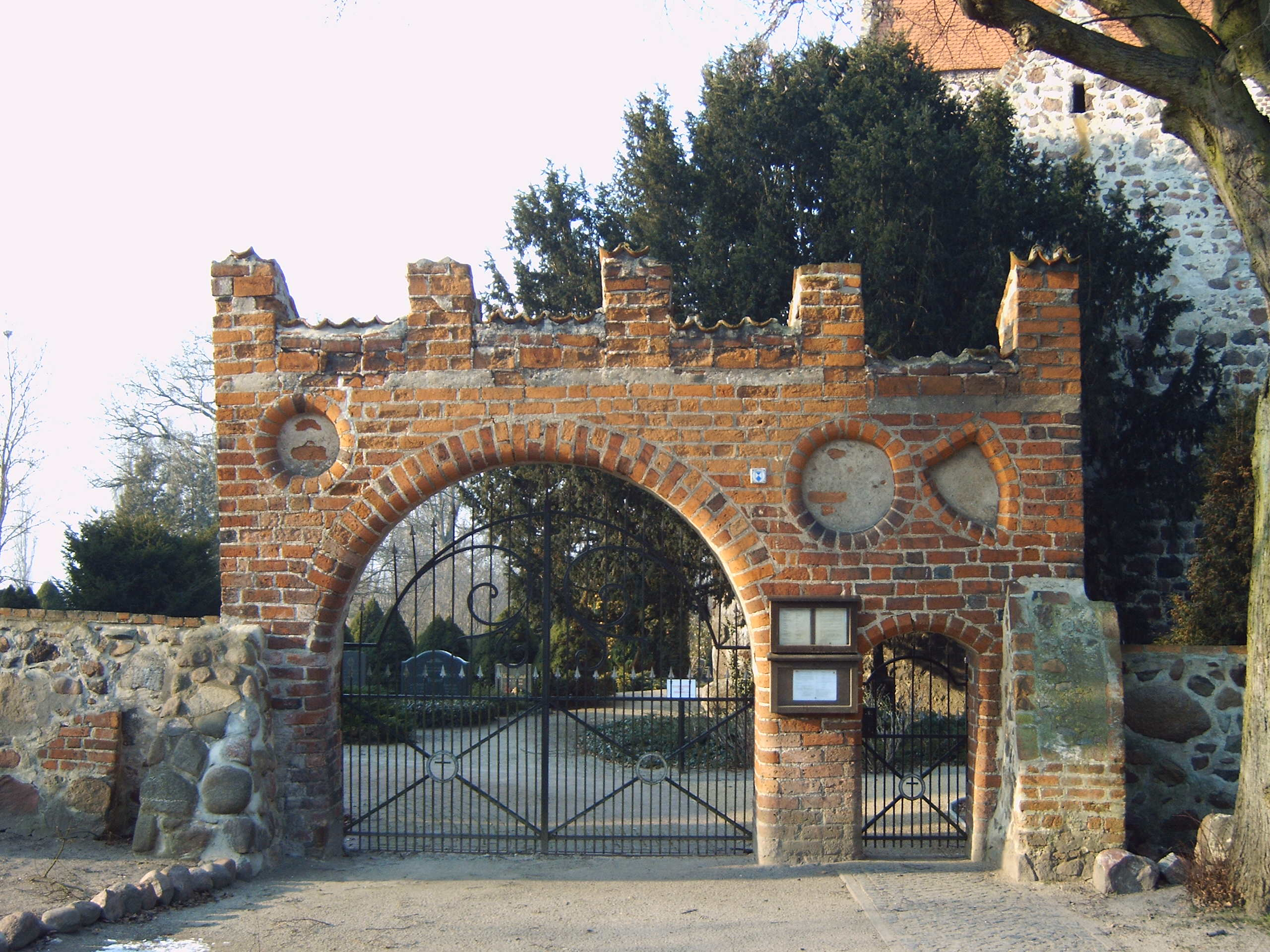
Tor zum Kirchhof und Friedhof

Die evangelische Kirchengemeinde Dahlen, die früher zur Pfarrei Gohre bei Stendal gehörte, wird betreut vom Pfarrbereich Stendal, Süd-West im Kirchenkreis Stendal im Bischofssprengel Magdeburg der Evangelischen Kirche in Mitteldeutschland.
Die ältesten überlieferten Kirchenbucheinträge für Dahlen stammen aus dem Jahre 1678.
Die katholischen Christen gehören zur Pfarrei St. Anna in Stendal im Dekanat Stendal im Bistum Magdeburg.

## Politik

### Ortsbürgermeisterin
Christel Güldenpfennig ist Ortsbürgermeisterin der Ortschaft Dahlen.

### Ortschaftsrat
Bei der Ortschaftsratswahl am 9. Juni 2024 stellte sich die „Wählergemeinschaft Dahlen/Gohre/Dahrenstedt/Welle“ zur Wahl. 5 Ortschaftsräte und 2 Rätinnen wurden gewählt (7 Sitze). Von 459 Wahlberechtigten hatten 366 ihre Stimme abgegeben, die Wahlbeteiligung betrug damit 79,74 Prozent.

## Kultur und Sehenswürdigkeiten

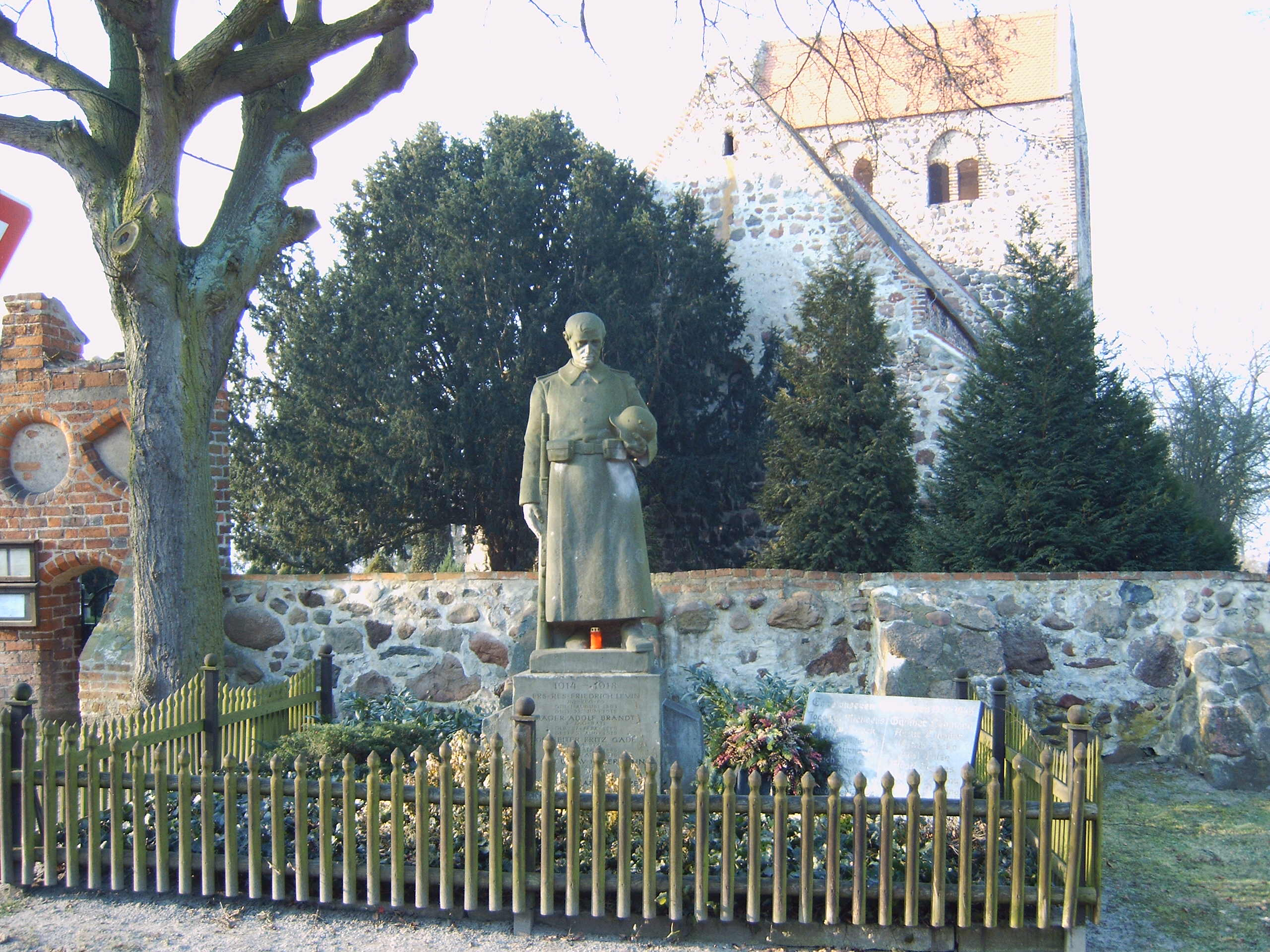
Kriegerdenkmal in Dahlen

- In allen vier Ortsteilen der Ortschaft sind die romanischen Feldsteinkirchen sehenswert. Neben der Dahlener Kirche sind dies die Dorfkirche Dahrenstedt, die Dorfkirche Gohre und die Gutskirche Welle.
- Die evangelische Dorfkirche Dahlen ist ein romanischer Feldsteinsaal mit einem eingezogenen rechteckigen Chor und Westquerturm in Schiffsbreite.[1] Sie entstand bereits Ende des 12. Jahrhunderts.
- Der Ortsfriedhof, umgeben von einer Findlingsmauer, ist auf dem Kirchhof.
- In Dahlen steht vor der Kirchenmauer ein Denkmal für die Gefallenen des Ersten Weltkrieges, eine große Soldatenfigur auf einem Sandsteinsockel. Eine Steintafel erinnert an die Gefallenen des Zweiten Weltkrieges.[31]
- Ein Wegweiser und ein Distanzstein stehen ebenfalls unter Denkmalschutz.

## Wirtschaft und Infrastruktur
Durch die verkehrsgünstige Lage nahe der Kreuzung zweier Bundesstraßen wurde der Ort in den letzten Jahren ein attraktiver Wohnstandort. Neben Handwerks- und Dienstleistungsbetrieben ist nach wie vor die Landwirtschaft prägendes Element. In der Ortschaft gibt es eine Kindertagesstätte, Dahlen war bis 2002 Grundschulstandort.

### Verkehr
Welle und Dahrenstedt liegen heute etwas abseits der überregionalen Verkehrsadern. Dahlen und Gohre liegen dagegen an der B 189, der wichtigsten Nord-Süd-Verbindung im Norden Sachsen-Anhalts. Nördlich von Dahlen wird die B 189 von der B 188 (Wolfsburg–Stendal–Rathenow) gekreuzt. Im nahen Stendal bestehen Bahnanschlüsse nach Hannover, Berlin, Magdeburg und Schwerin.
Es verkehren Linienbusse und Rufbusse von stendalbus.